# Kunirejo Kulon
Kunirejo Kulon is een bestuurslaag in het regentschap Purworejo van de provincie Midden-Java, Indonesië. Kunirejo Kulon telt 505 inwoners (volkstelling 2010).